# Ojé
Ojé (sacerdote do Culto aos egunguns), também chamado de Babaojé - Babá (pai) Ojé (sacerdote), não entram em transe e tem uma iniciação diferente do Iaô do Candomblé.